# 默沙東診療手冊

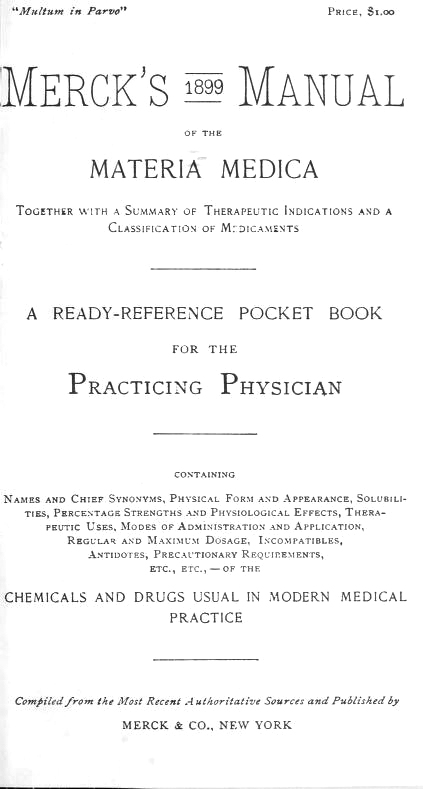
通過傳真發送的1899年《默沙東診療手冊》的封面

《默沙東診療手冊》，是一本医学教科书，屬於《默克手册》的一部分，該手冊由制药公司默沙東在美国和加拿大的子公司默克出版公司发行。默沙東診療手冊是世界上最畅销的医学教科书，也是最古老的英语医学教科书。该手冊于1899年首次出版。2014年，默沙東决定将默沙東診療手冊在线出版，並提供专业版和消费者版。第二年又出版了第20版的默沙東診療手冊印刷版。

## 另見
- 默克索引